# Acid alfa-cetoglutaric
Acidul α/alfa-cetoglutaric (sau acidul 2-oxoglutaric) este un compus organic, fiind derivatul cetonic al acidului glutaric. Sub formă de carboxilat, ca α-cetoglutarat sau 2-oxoglutarat, este un compus cu funcție biologică majoră, fiind un cetoacid produs prin dezaminarea glutamatului și un intermediar în ciclul Krebs.